# Пиленкова, Татьяна Фёдоровна
Татьяна Фёдоровна Пиленкова (25 декабря 1920, Калужская губерния — 30 декабря 2002, Уфа) — советский российский историк-антиковед, кандидат исторических наук, доцент кафедры зарубежной истории Башкирского государственного университета, исследователь политической истории Древней Греции, раннегреческой тирании VII—VI вв. до н. э.

## Биография
Родилась 25 декабря 1920 года в Калужской губернии. После Великой Отечественной войны училась в Смоленском государственном педагогическом институте. После окончания вуза некоторое время преподавала в школе. Поступила в аспирантуру Московского государственного педагогического института, где ее научным руководителем стал профессор В. Н. Дьяков.
В 1953 году в МГПИ защитила кандидатскую диссертацию «Социальная борьба в Сиракузах в период кризиса и разложения античного полиса (конец V и IV в. до н. э.)».
После защиты диссертации работала в партшколе г. Тулы. С осени 1956 года преподавала в Уфимском педагогическом институте им. К. А. Тимирязева. В 1957 году пединститут был преобразован в Башкирский государственный университет. В середине 1960-х годов заведующая отделом археологических экспедиций и раскопок ГМИИ им. А. С. Пушкина Ирина Дмитриевна Марченко пригласила Т. Ф. Пиленкову вместе со студентами БашГУ поучаствовать в работе Боспорской археологической экспедиции, проводившей раскопки в Керчи. С лета 1969 по 1983 год руководила археологической практикой студентов-историков, проходившей на раскопках в Керчи.

## Научная деятельность
Основная сфера научных интересов — изучение феномена раннегреческой тирании, так называемой Старшей тирании.
Ранние работы выходили по фамилией Новикова.
Т. Ф. Пиленковой исследуются тиранические режимы в ряде греческих полисов (Коринф, Сикион, Мегары, Спарта, Митилена, Самос, Сиракузы), социально-политическая ситуация на момент их установления, роль в политическом развитии полисной общины. Исследователь показывает, что в социально-экономическом развитии многих полисов и в характере их государственного устройства в VII—VI вв. до н. э. было много общего, что не исключает и значительных особенностей каждого полиса. Тирания возникла в этих государствах в сходных условиях и в силу одинаковых причин. Установление тирании было связано с быстрым экономическим развитием этих городов. Археология показывает, что территории ряда городов в Малой Азии и на Коринфском перешейке в архаическое время в три раза превышали площадь более поздних границ эллинистического и римского времени. Экономический рост не только не устранил социальных противоречий, но, напротив, углубил и обострил их. Новая денежная знать стремилась утвердить свое доминирование, и политическим следствием этого явилось свержение тирании и замена ее олигархией.

## Основные работы
- Экономическое развитие Сиракуз в V в. до н. э. // Учёные записки БГПУ. Вып. VII. № 1. Уфа, 1956. С. 152—166.
- Раннегреческая тирания в греческих полисах Сицилии // Учёные записки БГУ. Вып. 12. № 2. Уфа, 1963. С. 117—129.
- Раннегреческая тирания на Коринфском перешейке // Вестник древней истории. 1965. № 4. С. 112—126.
- Проблема раннегреческой тирании в современной историографии // Историческая наука на Урале за 50 лет. Всеобщая история. Вып. 2. Свердловск, 1968. С. 54-58.
- Проблема кризиса греческого полиса в современной историографии и позднегреческая тирания в Сиракузах при Агафокле // Вопросы историографии и истории социально-политической борьбы зарубежных стран. Учёные записки БГУ. Вып. 25. № 4. Уфа, 1968. С. 201—228.
- Древнегреческий полис как основа античной рабовладельческой демократии // Вопросы истории. К 150-летию со дня рождения К. Маркса. Уфа, 1969. С. 241—244.
- К вопросу о позднегреческой тирании в Спарте // Вопросы всеобщей истории. Учёные записки. БГУ. Вып. 49. № 10. Уфа, 1970. С. 147—166.
- Из истории архаической Митилены // Авторско-читательская конференция журнала «Вестника древней истории» по проблемам «Полис и хора: вопросы экономики, политики и культуры». М., 1973. С. 12-13.
- Раннегреческая тирания на Самосе // Проблемы социально- политической истории античности и средневековья. Вып. 1. Уфа, 1975. С. 3-25.
- Аристократическая и демократическая традиции о ранней тирании и в трудах древнегреческих авторов // VIII Всесоюзная авторско-читательская конференция «Вестника древней истории». М., 1981. С. 77-79.